# El derecho a la privacidad en la era digital
El derecho a la privacidad en la era digital es un informe que se presentó a la Alta Comisionada de las Naciones Unidas para los Derechos Humanos donde trata lo referente a los alcances del Pacto Internacional de Derechos Civiles y Políticos en su artículo 17 que dice "nadie será objeto de injerencias arbitrarias o ilegales en su vida privada, su familia, su domicilio o su correspondencia, ni de ataques ilegales a su honra y reputación" y que "toda persona tiene derecho a la protección de la ley contra esas injerencias o esos ataques".
También se los alcances en su artículo 12, el cual establece que "nadie será objeto de injerencias arbitrarias en su vida privada, su familia, su domicilio o su correspondencia, ni de ataques a su honra o a su reputación. Toda persona tiene derecho a la protección de la ley contra tales injerencias o ataques".

## Respuesta
La discusión comenzó como respuesta a las revelaciones de Snowden. Los académicos han sostenido que los esfuerzos de la ONU no abordan eficazmente los desafíos que plantea el derecho a la privacidad en el espacio digital. Esto se debe a que el contenido de las resoluciones de la ONU es incoherente y está lleno de incertidumbres que no revelan el valor del argumento. Sin embargo, las resoluciones de la ONU todavía tienen cierto valor en el sentido de que brindan orientación a los órganos judiciales a nivel nacional e internacional. También brindan la posibilidad de que el derecho a la privacidad se base en el derecho internacional, lo que puede ampliar su ámbito de aplicación.